# Dutch Open 2024
Il Dutch Open 2024 è stato un torneo maschile di tennis professionistico. È stata la 56ª edizione del torneo, facente parte della categoria Challenger 75 nell'ambito dell'ATP Challenger Tour 2024, con un montepremi di 73 000 €. Si è giocato dal 15 al 21 luglio 2024 sui campi in terra rossa del National Tennis Centre di Amersfoort, nei Paesi Bassi.

## Partecipanti

### Teste di serie
| Nazionalità | Giocatore             | Ranking* | Testa di serie |
| ----------- | --------------------- | -------- | -------------- |
| Argentina   | Juan Manuel Cerúndolo | 139      | 1              |
| Austria     | Jurij Rodionov        | 152      | 2              |
| Libano      | Benjamin Hassan       | 154      | 3              |
| Francia     | Matteo Martineau      | 170      | 4              |
| Bolivia     | Hugo Dellien          | 171      | 5              |
| Ungheria    | Zsombor Piros         | 181      | 6              |
| Belgio      | Joris De Loore        | 191      | 7              |
| Polonia     | Kamil Majchrzak       | 192      | 8              |

* Ranking al 1º luglio 2024.

### Altri partecipanti
I seguenti giocatori hanno ricevuto una wild card per il tabellone principale:
- Alec Deckers
- Guy den Ouden
- Max Houkes

Il seguente giocatore è entrato in tabellone come special exempt:
- Hugo Dellien

Il seguente giocatore è entrato in tabellone come alternate:
- Álvaro Guillén Meza

I seguenti giocatori sono passati dalle qualificazioni:
- Mathys Erhard
- Matheus Pucinelli de Almeida
- Santiago Fa Rodríguez Taverna
- Deney Wassermann
- Alexey Zakharov
- Jelle Sels

Il seguente giocatore è entrato in tabellone come lucky loser:
- Elmer Møller

## Punti e montepremi
| Torneo    | Torneo              | V     | F     | SF    | QF    | 2T    | 1T  | Q | Q2  | Q1  |
| Singolare | Punti               | 75    | 44    | 22    | 12    | 6     | 0   | 4 | 2   | 0   |
| Singolare | Premi in denaro (€) | 9,880 | 5,820 | 3,450 | 2,000 | 1,165 | 720 | – | 360 | 185 |
| Doppio    | Punti               | 75    | 44    | 22    | 12    | –     | 0   | – | –   | –   |
| Doppio    | Premi in denaro (€) | 4,250 | 2,450 | 1,480 | 880   | –     | 500 | – | –   | –   |

## Campioni

### Singolare
Marcelo Tomás Barrios Vera ha sconfitto in finale  Alexey Zakharov con il punteggio di 6–2, 6–1.

### Doppio
Marcelo Demoliner /  Guillermo Durán hanno sconfitto in finale  Jay Clarke /  David Stevenson con il punteggio di 7–6(2), 6–4.